# Павел Кучера
Павел Кучера, чеськ. Pavel Ludvík Kučera (30 вересня 1872, Штампах, Чехія — 17 квітня 1928, Прага) — 1901 — доцент, 1906 — професор, 1908 — член-кореспондент Празького лікарського товариства, керівник кафедри гігієни Львівського університету — 1911—1919, декан медичного факультету — 1912, професор, дійсний член Краківської академії наук, 1913 — член вищої ради здоров'я Австрії, з 1918 — Чеської ради.

## Біографія
1896 — випускник медичного факультету Празького університету.
По закінченні навчання працював у Львівському медичному — спочатку асистентом, з 1906 — доцент кафедри патологічної фізіології, одночасно керував кафедрою гігієни, короткочасно — декан медичного факультету.
У 1915—1916 роках — президент Львівського лікарського товариства.
Під час Першої світової війни — аж по 1919 — керував пересувною бактеріологічною лабораторією.
Член та голова товариства «Ческа беседа» у Львові.
Повернувся у Чехію, працював в університеті Брно — 1919—1921 — професор патологічної анатомії й бактеріології, короткочасно проректор, згодом ректор університету.
Протягом 1921—1928 років — професор медичного факультету Карлового університету.
Є співзасновником Празького інституту гігієни у 1921 році, у 1925—1928 керував Державним інститутом охорони здоров'я Чехії.
Досліджував:
- епідеміологію менінгітів;
- проблеми санітарної мікробіології;
- патогенез та патологічну анатомії онкологічних захворювань;
- патологоанатомічні зміни при туберкульозі;
- шляхи боротьби з холерою та черевним тифом.

Був родоначальником виробництва в Галичині вакцин: проти сказу, черевного тифу, шигельозу; розробляв гігієнічні сторони питання якості питної води у Львові.
Автор близько 40 наукових праць щодо методів лікування пухлин, черевного тифу та поліомеліту.

## Джерело
- ЛНМУ